# Michael Werba
Michael Werba (* 26. Juni 1955 in Wien) ist ein österreichischer Fagottist und Mitglied der Wiener Philharmoniker.

## Leben
Michael Werba ist seit 1977 Solofagottist der Wiener Philharmoniker und der Wiener Staatsoper. Er ist Sohn der Musikprofessoren Erik und Ady Werba. Er studierte ab 1968 bei Karl Öhlberger an der Hochschule für Musik in Wien. 1974 absolvierte er die Matura am Musikgymnasium Wien. 1977 machte er die Diplomprüfung mit Auszeichnung und Würdigungspreis des Bundesministeriums für Unterricht und Kunst.
Seit 1982 ist er Leiter der Fagottklasse am Konservatorium Wien. Er machte Meisterkurse für Bläserkammermusik in Millstatt. Außerdem betreute er Bläserkurse und Orchester beim New World Symphony Orchestra in Miami, Florida/USA sowie beim Pacific Music Festival in Sapporo. Weitere Meisterklassen betreute er in Florenz, Tokio, Kyoto, Seoul, Minnesota und an vielen anderen Orten.
Außerdem hielt er öffentliche Vorträge (in Deutsch und Englisch) zum Thema Wiener Bläserstil mit Demonstration und Erklärungen auf verschiedenen Musikcentren auf der ganzen Welt und trat als Solist mit Werken von Antonio Vivaldi, Joseph Haydn, Wolfgang Amadeus Mozart und anderen Komponisten in Erscheinung.
Seit 1994 ist er Initiator und musikalischer Leiter der Konzertreihe Philharmonia-Zyklus Mödling.
Seit 2004 ist er Leiter des Ensembles „Vienna Classics“ und reiste und konzertierte in Europa, Japan, Australien und den USA.
Er ist seit 1979 verheiratet mit Edith und hat mit ihr drei Kinder (Stephan, Christian und Claudia).

## Auszeichnungen
- Förderungspreis 1965
- Würdigungspreis für Musik des Landes NÖ. 1974
- Träger des Ehrenkreuzes des Landes Salzburg
- Ehrenring der Wiener Philharmoniker
- Verleihung des Berufstitels „Professor“ 2005